# Peter Rudeforth
Peter Rudeforth (* 20. März 1963 in Aberystwyth) ist ein britischer Jazztrompeter.

## Leben und Wirken
Rudeforth begann im Alter von sieben Jahren mit dem Trompetenspiel. Während der Schulzeit begann er sich für Jazz zu interessieren und gründete seine erste Band. Mit 16 Jahren trat er im Radio und Fernsehen auf und spielte die kommerzielle Aufnahme eines Vivaldi-Konzerts ein. Im National Youth Orchestra of Wales war er Erster Trompeter; er studierte an der Cardiff University und dann an der Royal Academy of Music, wo er mehrere Preise errang.
Rudeforth ist Gründungsmitglied des Albion Brass Consort, mit dem er auf vielen Festivals und bei BBC Radio 3 aufgetreten ist. Er leitete Pete’s Goodtime Jazzband; seit 2008 gehört er zur Medium Band von Chris Barber; auch ist er Mitglied der Charleston Chasers, des Piccadilly Dance Orchestra und des Palm Court Theatre Orchestra. Weiterhin arbeitete er mit Kenny Ball, Acker Bilk, George Melly und dem Pasadena Roof Orchestra. Als Studiomusiker begleitete er Paul McCartney, Elton John, Phil Collins und Sting (in George Martins Concert for Monserrat in der Royal Albert Hall).
Im Bereich des Jazz ist er an 15 Aufnahmen zwischen 2000 und 2011 beteiligt, unter anderem mit Phil Parnell und Lillian Boutté.